# Cantonul Viriat
Cantonul Viriat este un canton din arondismentul Bourg-en-Bresse, departamentul Ain, regiunea Rhône-Alpes, Franța.

## Comune
| Comune                | Populație (1999) | Cod poștal | Cod INSEE |
| --------------------- | ---------------- | ---------- | --------- |
| Buellas               | 1 288            | 01310      | 01065     |
| Montcet               | 489              | 01310      | 01259     |
| Polliat               | 2 019            | 01310      | 01301     |
| Saint-Denis-lès-Bourg | 4 921            | 01000      | 01344     |
| Vandeins              | 510              | 01660      | 01429     |
| Viriat                | 5 288            | 01440      | 01451     |